# 시먼역

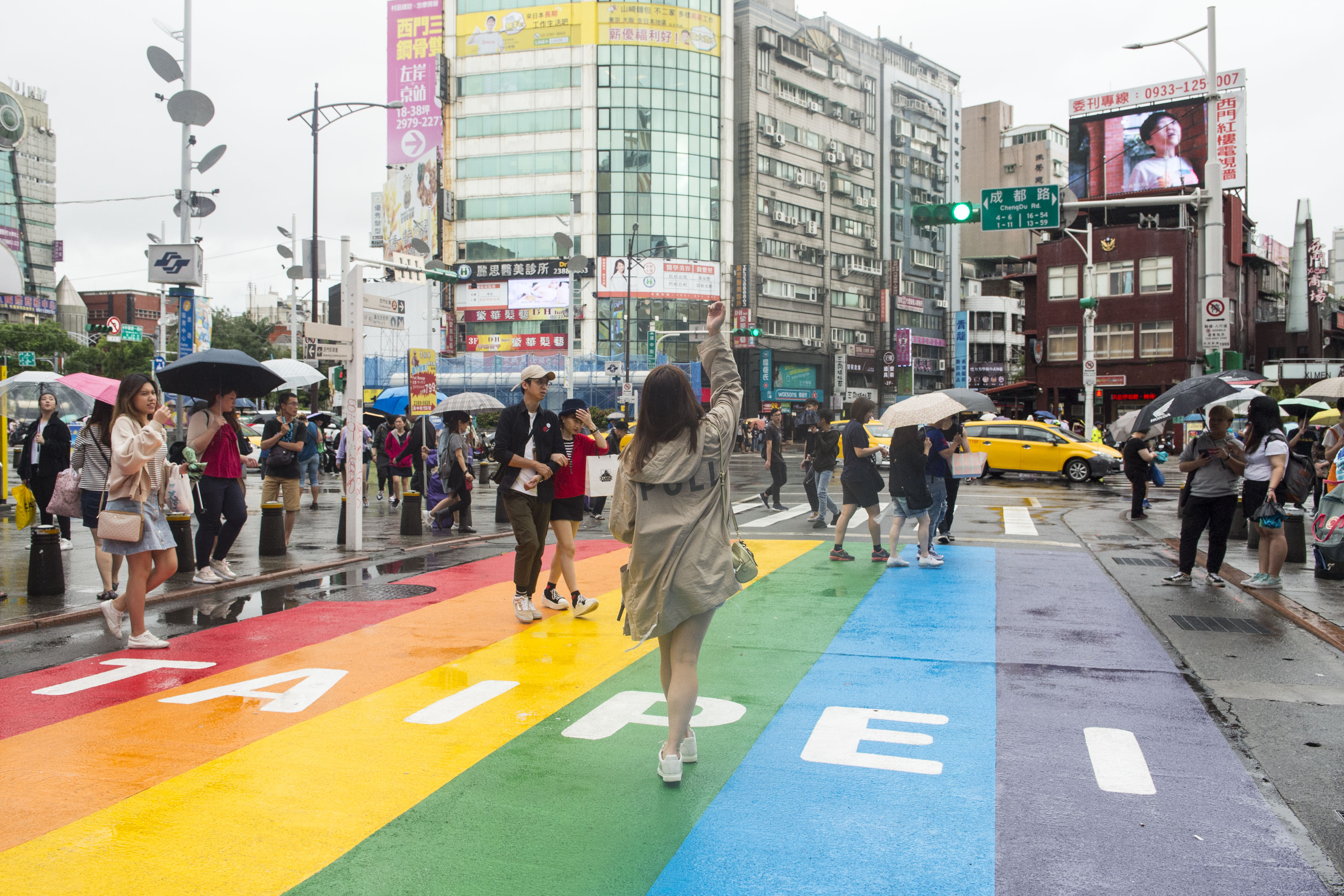
시먼딩

시먼역(중국어 정체자: 西門站, 한어 병음: Xīmén zhàn, 웨이드-자일스: Hsi1men2 chan4, 한자음: 서문참)은 타이베이시 완화구에 있는 타이베이 첩운 쑹산신뎬선과 타이베이 첩운 반난선의 환승역이다.

## 역 구조

### 승강장
| B2F | 1 |  | 타이베이 첩운 반난선（상행）     | 타이베이시청・난강전람관방면 |
| B2F | 2 |  | 타이베이 첩운 쑹산신뎬선（상행） | 쑹장난징・쑹산방면           |
| B3F | 3 |  | 타이베이 첩운 반난선（하행）     | 야둥병원・딩푸방면           |
| B3F | 4 |  | 타이베이 첩운 쑹산신뎬선（하행） | 타이뎬다러우・신뎬방면       |

### 역 출구
- 출구1 : 한중가와 청두로의 교차로 입구
- 출구2 : 중화로1단
- 출구3 : 바오칭로
- 출구4 : 헝양로
- 출구5 : 중화로1단과 슈산가 교차로 입구
- 출구6 : 한중가와 청두로의 교차로 입구

|  |  |  |